# Ladre e contente
Ladre e contente (How to Beat the High Cost of Living) è un film del 1980, diretto da Robert Scheerer.

## Trama
Tre casalinghe dell'Oregon, vivono una vita ordinaria, depresse a causa dei conti da pagare che non tornano mai. Afflitte dai loro problemi finanziari e stufe di spendere ingenti somme al supermercato, si inventano un piano bizzarro per rapinarne uno: mentre una di loro si impegna in una spogliarello, le altre vuotano la cassa indisturbate. Sembra fatta ma, a causa della loro incapacità, riusciranno a causare una serie di guai che le porterà sempre più lontano dal loro obiettivo iniziale.